# Cantonul Revin
Cantonul Revin este un canton din arondismentul Charleville-Mézières, departamentul Ardennes, regiunea Champagne-Ardenne, Franța.

## Comune
| Comune   | Populație (1999) | Cod poștal | Cod INSEE |
| -------- | ---------------- | ---------- | --------- |
| Anchamps | 192              | 08500      | 08011     |
| Revin    | 8 963            | 08500      | 08363     |